# Сън, предизвикан от полета на пчела около нар, миг преди събуждането
„Сън, предизвикан от полета на пчела около нар, миг преди събуждането“ е сюрреалистична картина от Салвадор Дали. Алтернативно, по-късо име за картината е „Сън, предизвикан от полета на пчела“. Нарисувана е през 1944, когато Дали и жена му, Гала, живеят в Съединените щати.

## Описание
На картината е изобразена морска панорама от далечни хоризонти и спокойни води, вероятно Порт Лигат, сред които Гала е обектът на сцената. В непосредствена близост до голото тяло на спящата жена, която левитира над плоска скала, която плава над морето, Дали представя две окачени капчици вода, както и нар – християнски символ на плодородието и възкресението. Над нара лети пчела – насекомо, което традиционно символизира Богородица.
В горния ляв ъгъл на картината риба (Sebastes ruberrimus) излиза от нара, а от нея на свой ред излиза тигър, който изхвърля друг тигър с пушка с байонет, който е напът да ужили Гала по ръката. Над тях е първата употреба на Дали на слон с дълги фламингови крака, намерен в по-късните му композиции като Изкушението на Св. Антоний. Слонът носи на гърба си обелиск, вдъхновен от Берниновия Слон и обелиск в Рим.